# Euphorbia sinaloensis
Euphorbia sinaloensis är en törelväxtart som beskrevs av Townshend Stith Brandegee. Euphorbia sinaloensis ingår i släktet törlar, och familjen törelväxter. Inga underarter finns listade i Catalogue of Life.